# Piero Basile
Piero Basile (Martina Franca, 18 ottobre 1977) è un allenatore di calcio a 5 ed ex giocatore di calcio a 5 italiano, tecnico della Sandro Abate Avellino.

## Carriera

### Giocatore
Inizia a giocare a 19 anni nella squadra della sua città. Tra il 2002 e il 2005 è nella rosa del CSG Putignano.

### Allenatore
Esordisce come allenatore nel 2008 sulla panchina del CSG Putignano (dove aveva concluso la carriera) conquistando al primo anno la promozione Serie A2.
Nel 2011 si trasferisce al Martina, dove, in 2 anni, ottiene una doppia promozione dalla B alla A. La prima stagione nella massima serie della compagine pugliese e di mister Basile si conclude all'ottavo posto e con l'eliminazione ai quarti di finale play-off per mano dell'Asti.
L'anno successivo, complice la chiusura della squadra martinese, rimane per un periodo senza squadra, fino a quando, alla nona d'andata, subentra all'esonerato Luca Giampaolo sulla panchina del neopromosso Latina. Guida la squadra pontina per 2 stagioni e mezza, conquistando 2 volte i quarti di finale play-off.
Nell'estate del 2017 torna nella regione natale, firmando con il neopromosso Cisternino. Il rapporto con i pugliesi si interrompe il 19 febbraio dell'anno successivo, a seguito della sconfitta casalinga contro la Lazio.

## Palmarès

### Allenatore
- Campionato di Serie A2: 2

LCF Martina: 2012-13 (girone B)
FF Napoli: 2020-21 (girone D)
- Coppa Italia di Serie A2: 1

FF Napoli: 2020-21
- Campionato di Serie B: 2

CSG Putignano: 2008-09 (girone D)
LCF Martina: 2011-12 (girone F)
- Coppa Italia di Serie B: 1

LCF Martina: 2011-12